# Aleksandr Goesev (ijshockeyer)
Aleksandr Vladimirovitsj Goesev (Russisch: Александр Владимирович Гусев) (Moskou, 21 januari 1947 - aldaar, 22 juli 2020) was een Sovjet-Russisch ijshockeyer. 
Goesev won met zijn ploeg tijdens de Olympische Winterspelen 1976 de gouden medaille.
In totaal werd Goesev tweemaal wereldkampioen.